# Ganzenbord
Ganzenbord is een klassiek bordspel.

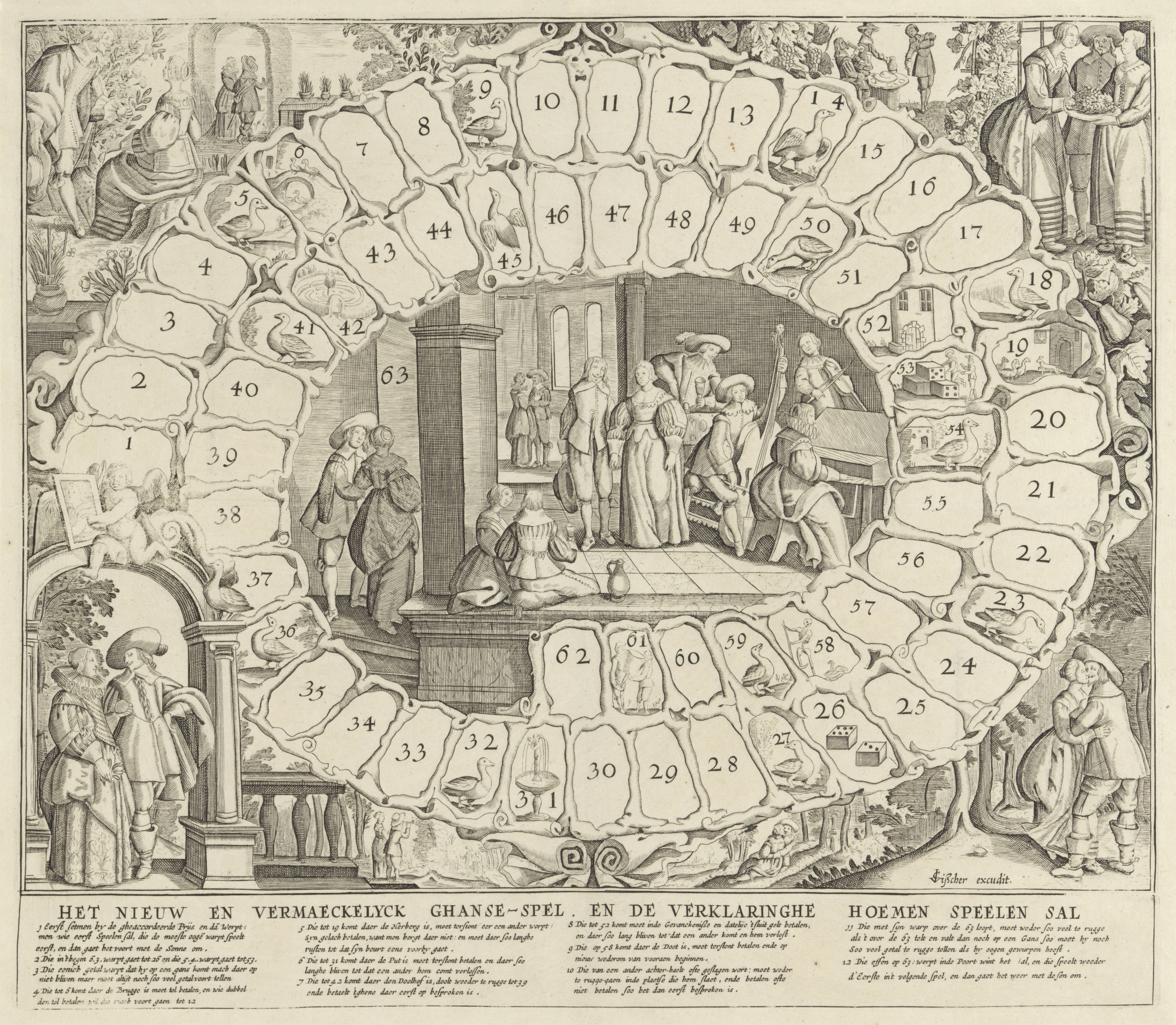
17e eeuw: Ganzenbord met spelregels Het nieuw en vermaeckelyck ghanse-spel (Rijksmuseum Amsterdam)

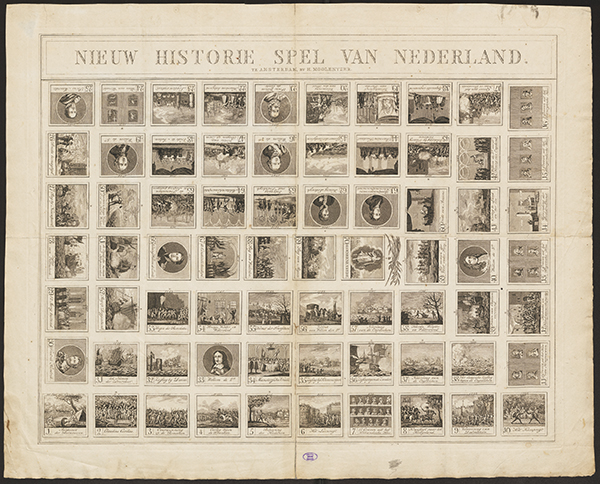
"Nieuw Historie Spel van Nederland" (Ganzenbord in Nederland, ca. 1822)

Het bestaat uit een speelbord, twee dobbelstenen en enkele pionnen van verschillende kleuren, vaak in de vorm van ganzen. De bedoeling van het spel is in zo weinig mogelijk beurten een pion van het begin naar het eind van een reeks velden te voeren, waarbij elke speler in elke beurt zijn pion zoveel velden moet verplaatsen als men ogen gooit met de dobbelstenen.
Het speelbord is voorzien van een aantal speciale velden zoals de put en de gevangenis, die de speler hinderen op de weg naar zijn einddoel. Slechts de dobbelsteenworpen zijn bepalend voor de uitslag van het spel en alleen door middel van valsspelen kunnen de deelnemers het spelverloop beïnvloeden en daarmee de kans op winnen verhogen.

## Geschiedenis
Ganzenbordspellen zijn al bekend sinds de zestiende eeuw, hoewel de oorsprong ervan onduidelijk is. Francesco de Medici (1541-1587) stuurde een ganzenbordspel naar Filips II van Spanje (1527-1598). Eén theorie stelt dat het spel zijn oorsprong heeft in de Orde van de Tempeliers en de Pelgrims route naar Santiago de Compostela in Koninkrijk Galicië vertegenwoordigt. Langs verschillende wegen kwam het ganzenbordspel terecht in Engeland en Frankrijk. In 1597 werd het spel ingeschreven bij het Londense Stationer’s Hall register. Rond 1640 verscheen het voor het eerst in Nederland.
Het spel symboliseert een levensweg, waarvan de loop wordt bepaald door het lot (de dobbelsteen). Vroeger werden dobbelstenen als iets negatiefs gezien, maar doordat het ganzenbord een "braaf" spel was, vonden mensen het niet erg om met dobbelstenen het spel te spelen. In de 16e eeuw was ganzenbord nog vooral een ontspannend spel voor adellijke kinderen, maar vanaf de 17e eeuw werd het spel gebruikt om de jeugd iets te leren.
In de 20e eeuw werd ganzenbord vaak als reclamebord gebruikt.

## Uniforme indeling van het bord

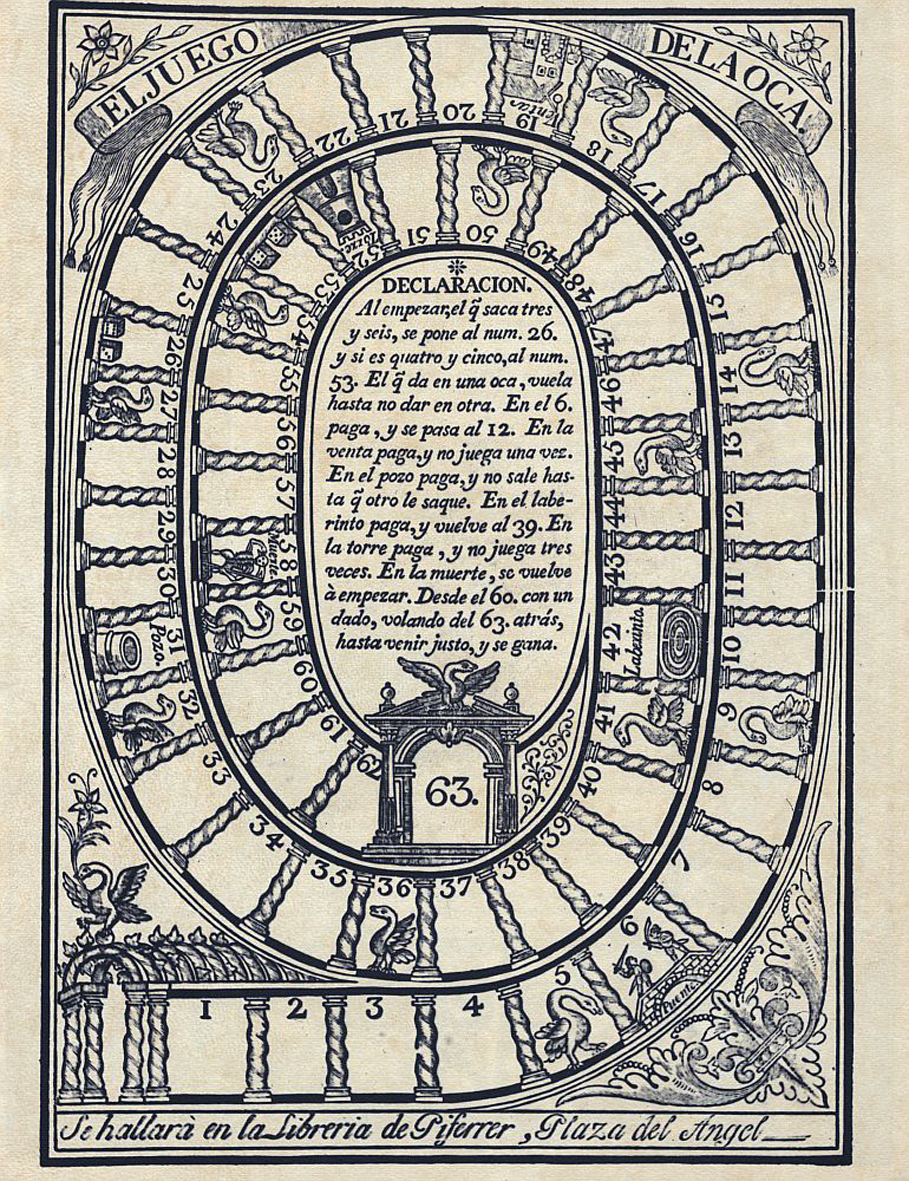
Spaans ganzenbordspel uit de 19e eeuw.

Er bestaan veel verschillende uitvoeringen van het spel, maar de indeling van het bord is steeds dezelfde. Ganzenbord heeft een speelvlak van 63 velden, het product van de twee symbolische getallen 7 en 9.
Vakjes met een speciale betekenis zijn:

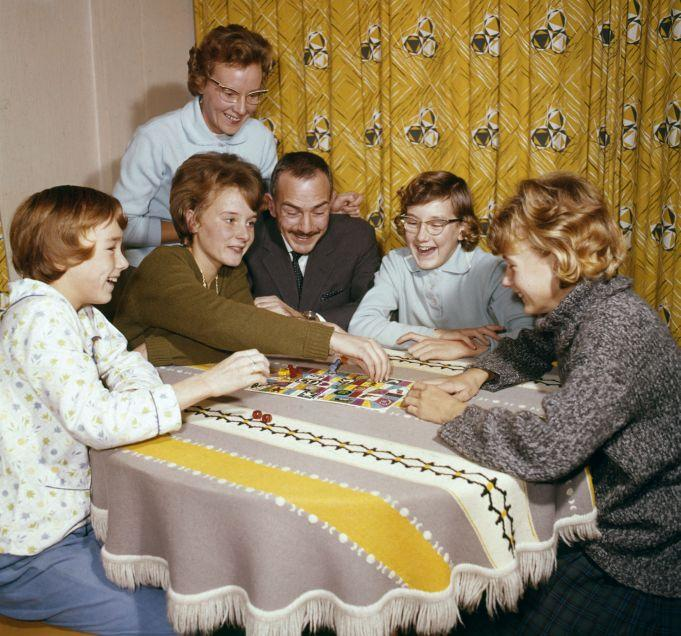
Nederlandse familie aan het ganzenborden (1964).

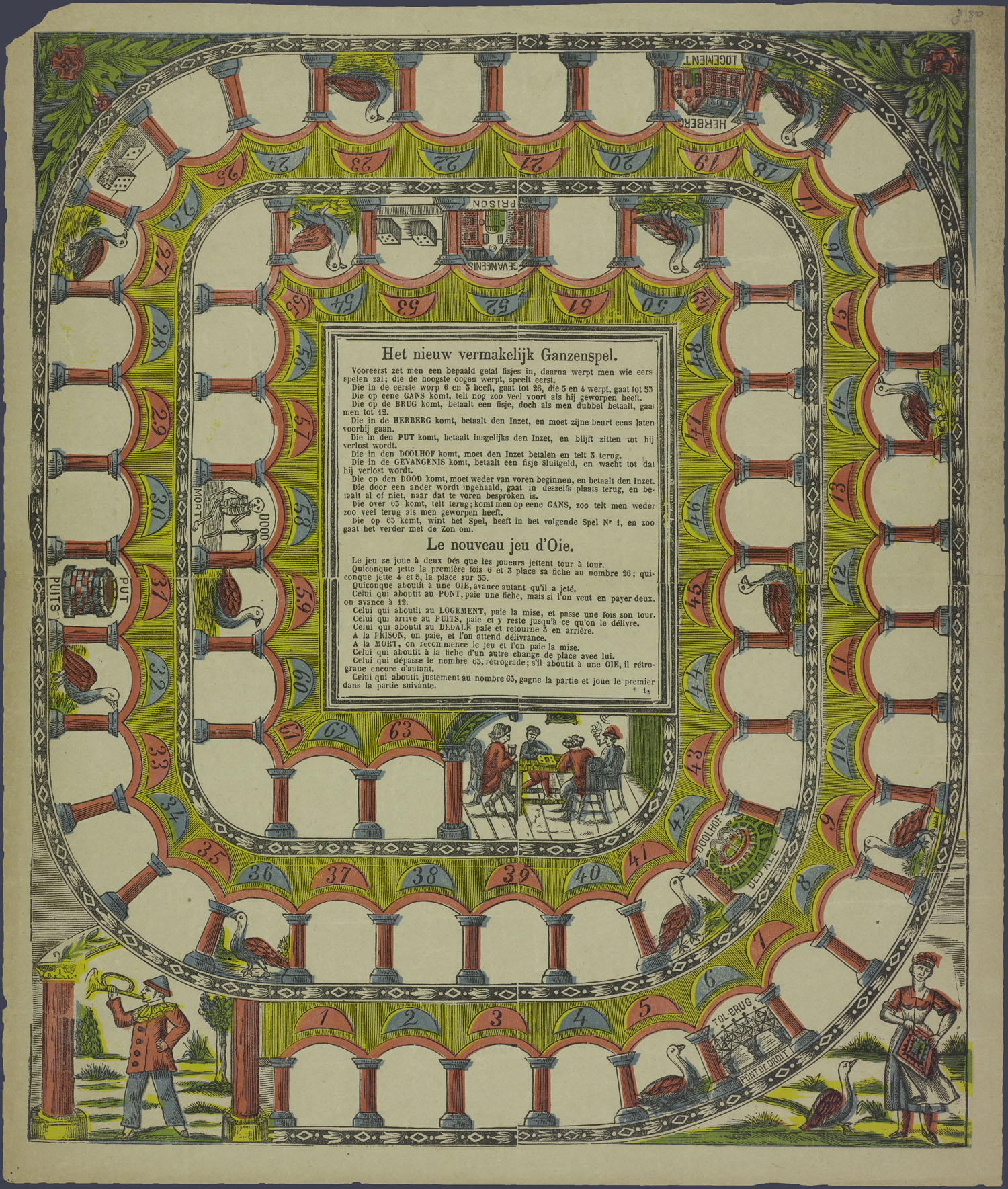
Het nieuw vermakelijk ganzenspel op een negentiende-eeuwse centsprent.

| nummer | naam                   | betekenis |
| ------ | ---------------------- | --- |
| 6      | brug                   | Ga verder naar 12 |
| 19     | herberg                | Een beurt overslaan |
| 31     | put                    | Wie hier komt, moet er blijven tot een andere speler op hetzelfde vakje belandt. Degene die er het eerst was, speelt dan verder. |
| 42     | doolhof of doornstruik | Terug naar 37 |
| 52     | gevangenis             | Meestal hetzelfde als op 31 (bij het hiernaast afgebeelde bord: drie beurten overslaan)                                          |
| 58     | dood                   | Terug naar begin, opnieuw beginnen                                                                                               |
| 63     | einde                  | Wie hier als eerste komt, heeft gewonnen                                                                                         |

## Betekenissen en functies van de velden
Op sommige velden staat een gans afgebeeld. Het gaat met name om de negenvouden en de negenvouden minus vier, dus de hokjes 5, 9, 14, 18, 23, 27, 32, 36, 41, 45, 50, 54, 59. Wie hierop terechtkomt, moet hetzelfde aantal ogen verder tellen. Het is dus niet mogelijk dat een speler zijn beurt beëindigt op een hokje met een gans. Het idee hierachter is dat de gans, die centraal staat in dit spel, wordt geacht tijdens het spel geluk te brengen. Dit verklaart dus waarom een speler die op een vakje met een gans komt, vaak met hetzelfde aantal ogen weer vooruit mag. Hokje 58, waar in nieuwere versies van het spel een overleden gans staat uitgebeeld, behoort niet tot de voornoemde reeks.
Wie te veel ogen gooit en daardoor voorbij 63 zou spelen, moet vanaf 63 weer terugspelen. Dit vergroot echter het risico dat men op een van de beruchte hokjes 58 of 52 terechtkomt. Komt men bij het terugtellen op een hokje met een gans, dan telt men weer het gegooide aantal ogen terug. Wie bijvoorbeeld op 60 staat en 7 gooit, komt in de gevangenis.
Wie bij de eerste worp een 5 en een 4 gooit, gaat meteen door naar 53. Wie bij de eerste worp een 6 en een 3 gooit, gaat door naar 26. Als deze regel er niet was, zouden deze spelers, via de ganzen, meteen doorlopen naar het einde. Bij veel edities staan hiervoor op de 26 en 53 twee dobbelstenen afgebeeld, op 26 met de getallen 6 en 3 en op 53 met de getallen 4 en 5. Op deze manier zijn deze vakjes duidelijk aangegeven en kunnen vergissingen worden voorkomen.
Als slechts twee spelers het spel spelen, bestaat de kans dat een van hen in de put terechtkomt en de ander in de gevangenis. Aangezien ze elkaar dan niet kunnen aflossen, eindigt de partij in dit geval in een gelijkspel. De kans hierop is met twee spelers vrij groot, ongeveer 23%.

## Trivia
- Bij levend ganzenbord zijn de deelnemers zelf pionnen op een  zeer groot speelbord. Deze variant is vooral bedoeld voor grote groepen.
- In 1899 schreef Jules Verne zijn roman Le Testament d’un excentrique, waarin de Verenigde Staten van Amerika als een reusachtig ganzenbord dienen. Zeven spelers worden naar alle uithoeken van het land gestuurd in een wedstrijd om een erfenis van zestig miljoen dollar.
- In de film Le Pont du Nord van Jacques Rivette uit 1981 zijn de arrondissementen van Parijs de vakjes van een groot ganzenbord.
- De Schijf van Phaistos wordt wel vergeleken met ganzenbord.
- De uitdrukking "In de put zitten", wat verdrietig of neerslachtig zijn betekent, is afkomstig uit het ganzenbord.